# Christina Aguilera (album)
Christina Aguilera prvi je studijski album američke pjevačice Christine Aguilere. Objavljen je 1999. godine u izdanju diskografske kuće RCA Records.  To je Aguilerin najprodavaniji album, koji broji 17 milijuna prodanih primjeraka.

## Popis pjesama
1. "Genie in a Bottle" (Steve Kipner, David Frank, Pam Sheyne) – 3:39
2. "What a Girl Wants" (Shelly Peiken, Guy Roche) – 3:35
3. "I Turn to You" (Diane Warren) - 4:33
4. "So Emotional" (Franne Golde, Tom Snow) – 4:00
5. "Come on Over Baby (All I Want Is You)" (Johan Aberg, Pauli Rein, Shelly Peiken, Ron Fair, Chaka Blackmon, Raymond Cham, Eric Dawkins, Christina Aguilera, Guy Roche) – 3:09
6. "Reflection" (Matthew Wilder, David Zippel) – 3:33
7. "Love for All Seasons" (Carl Sturken, Evan Rogers) – 3:59
8. "Somebody's Somebody" (Diane Warren) – 5:03
9. "When You Put Your Hands on Me" (Robin Thicke, James Gass) – 3:35
10. "Blessed" (Travon Potts, Brock Walsh) – 3:05
11. "Love Will Find a Way" (Carl Sturken, Evan Rogers) – 3:56
12. "Obvious" (Heather Holley) – 3:58

46:21
Japanske bonus pjesme:
1. "We're a Miracle" – 4:09
2. "Don't Make Me Love You" – 3:39

Južnoamerička/ američka-hispanjolska bonus pjesma:
1. "Genio Atrapado" (Remix) (Frank, Sheyne, Kipner, prevoditelj Rudy Pérez)  – 4:35

### Posebno izdanje
1. "Genie In a Bottle" (Flavio vs. Mad Boris Remix) – 6:31
2. "What a Girl Wants" (Eddie Arroyo Dance Radio Edit) – 4:05
3. "I Turn to You" (Thunderpuss Remix) – 4:21
4. "Genie Atrapado" (Re-Mix) – 4:38
5. "Don't Make Me Love You" – 3:39
6. "Come On Over, Baby (All I Want Is You)" (radijska inačica ) – 3:23[2]

## Top ljestvice
| Top ljestvica(1999.)   | Najviša pozicija |
| ---------------------- | ---------------- |
| Australija             | 21               |
| Austrija               | 15               |
| Belgija (Flandrija)    | 19               |
| Kanada                 | 1                |
| Nizozemska             | 21               |
| Francuska              | 44               |
| Njemačka               | 13               |
| Novi Zeland            | 5                |
| Norveška               | 28               |
| Švedska                | 60               |
| Švicarska              | 5                |
| Ujedinjeno Kraljevstvo | 14               |
| SAD Billboard 200      | 1                |

| Država                 | Izdavač  | Certifikacija     |
| ---------------------- | -------- | ----------------- |
| Australija             | ARIA     | platinasta        |
| Kanada                 | CRIA     | 7 puta platinasta |
| Europa                 | IFPI     | platinasta        |
| Meksiko                | AMPROFON | platinasta        |
| Novi Zeland            | RIANZ    | platinasta        |
| Švicarska              | IFPI     | platinasta        |
| Ujedinjeno Kraljevstvo | BPI      | platinasta        |
| SAD                    | RIAA     | 8x platinasta     |

## Impresum

### Glazbenici
- Christina Aguilera - vokali
- Rick Baptiste - rog
- Ali Boudris - gitara
- Sue Ann Carwell – pozadinski vokali
- ChakDaddy - rog
- E. Dawk - rog
- David Frank - bubnjevi, klavijature
- John Glaser - Moog sintsajzer
- John Goux - gitara
- Gary Grant - rog
- Robert Hoffman - bass, klavijature
- Heather Holley - kalvir
- Khris Kellow - klavijature
- Steve Kipner - bubnjevi, klavijature
- Anthony Mazza - gitara
- Shelly Peiken - pozadinski vokali
- Joel Peskin - rog
- Tim Pierce - gitara
- Travon Potts - različiti instrumenti
- Evan Rogers – pozadinski vokali
- Carl Sturken - različiti instrumenti
- Robin Thicke - sintsajter, bubnjevi, bas, klavijature
- Michael Thompson - gitara
- Bruce Watson - gitara
- Jerry Goldsmith - dirigent

### Prudukcija
- Producenti: Johan Aberg, David Frank, Ron Harris, Robert Hoffman, Khris Kellow, Steve Kipner, Travon Potts, Paul Rein, Guy Roche, Evan Rogers, Carl Sturken, Robin Thicke, Diane Warren, Matthew Wilder, Aaron Zigman
- Glavni producent: Ron Fair, Diane Warren
- Pomoćni producent: Doreen Dorian
- Inženjeri: Johan Aberg, Paul Arnold, Ali Boudris, David Frank, Dan Garcia, Ron Harris, Mike Hatzinger, Al Hemberger, Phil Kaffel, Steve Kipner, Doc Little, Mario Lucy, Michael C. Ross, Robin Thicke, Aaron Zigman,
- Pomoćni inženjeri: Tom Bender, Joe Brown, Terri Wong,Christina aguilera
- Miksete: Rob Chiarelli, Jeff Griffin, Mick Guzauski, Tim Lauber, Peter Mokran, Dave Pensado, Robin Thicke, Tommy Vicari, Dave Way
- Pomoćnici na miksetama: Tony Flores, Jeff Griffin, Michael Huff, Tim Lauber
- Digitano uređenje: Jeff Griffin, Bill Malina
- Dirigiranje: Eddy Schreyer
- A&R: Ron Fair, Elisa Yastic
- Kreativni direktor: Jack Rovner
- Programiranje: Johan Aberg, Airiq Anest, Ron Harris, Khris Kellow, Paul Rein, Guy Roche
- Programiranje bubnjeva: Airiq Anest, Robert Hoffman, Khris Kellow
- Programiranje sintsajzera: Steve Porcaro
- Aranžeri: Ron Fair, Sherree Ford-Payne, David Frank, Khris Kellow, Steve Kipner, Travon Potts, Guy Roche, Brock Walsh, Matthew Wilder, Aaron Zigman
- Aranžman vokala: Christina Aguilera, David Frank, Steve Kipner, Brock Walsh
- Aranžman orkestra: Aaron Zigman